# Williams FW12
La Williams FW12 è la monoposto utilizzata dalla scuderia Williams nel campionato mondiale di Formula 1 1988.
Questa vettura fu utilizzata in un anno interlocutorio per la scuderia, che dopo aver vinto con le FW11 e la FW11B il mondiale costruttori nel 1986 e 1987 e il mondiale piloti nel 1987, dovette passare al motore aspirato "Judd", essendo stata privata del motore Honda Turbo.

## Ritorno all'aspirato
Nel 1987, dopo aver vinto il suo terzo e ultimo titolo, Nelson Piquet decise di lasciare la Williams a causa dell'ormai impossibile convivenza con il compagno di squadra Nigel Mansell, trasferendosi alla Lotus. L'addio del brasiliano fu contestuale per la scuderia di Grove alla perdita dei motori V6 biturbo della Honda, utilizzati dalla fine del 1983 al 1987. Già l'anno precedente la Honda aveva fornito i propulsori alla Lotus e per la stagione 1988 si accordò anche con la McLaren. Non volendo seguire più di due squadre, scelse di non fornire i motori alla Williams preferendole la Lotus, che aveva ingaggiato appunto Piquet al posto di Ayrton Senna passato alla McLaren. Tra le motivazioni della mancata prosecuzione del rapporto vi furono anche una scarsa considerazione nei confronti di Mansell e il rifiuto della Williams di ingaggiare il pilota giapponese Satoru Nakajima.
La fine di questa collaborazione fu il motivo per cui la FW12 non riuscì a competere ad alti livelli. In linea teorica la Honda avrebbe dovuto fornire alla Williams i motori ancora per un anno, ai sensi di un contratto rinnovato negli anni precedenti: la Honda decise di rispettare formalmente il contratto, pagando alla Williams la fornitura del V8 aspirato prodotto dalla Judd, che derivava dall'unità utilizzata dal 1986 da molti team di Formula 3000. Era un motore originariamente sviluppato dalla Honda una decina di anni prima per un ingresso in Formula 1 come alternativa al motore turbo che esordì sulla Spirit nel 1983. Se nella categoria inferiore questo motore era in grado di competere con il vetusto Cosworth DFV, questo non poteva avvenire contro i motori turbo all'ultima stagione in Formula 1. Il motore, utilizzato quell'anno anche da March e Ligier, era abbastanza economico ma poco potente e non molto affidabile. Va tenuto presente che la Judd era all'esordio in Formula 1 in quella stagione, il motore era stato sviluppato per girare a 9000 giri (limite massimo in Formula 3000). Inoltre lo sviluppo del motore era principalmente finanziato dallo sponsor della March la Leyton House, pertanto questa casa riceveva in anticipo gli aggiornamenti. Inoltre Judd stava già lavorando ad un nuovo motore V8 che l'anno successivo sarebbe stato in esclusiva per la March. L'auto nata per un motore 6 cilindri, fu rivista, adattando gli attacchi del telaio alla nuova unità motrice. Secondo il regolamento i motori aspirati potevano avere una cilindrata massima di 3500 cm³, anziché i 1500 cm³ dei turbo. Il motore era molto più grande e pesante del turbo e questo creò problemi di installazione e di distribuzione deI pesi. Nonostante raggiungesse temperature inferiori rispetto al vecchio turbo, il Judd disponeva di meno spazio sotto alla carrozzeria, che ora era più aderente, e ciò causò guai a livello di smaltimento termico. A livello di aerodinamica, la vettura ebbe un certo sviluppo soprattutto aerodinamico: il muso era più basso così come le pance laterali (grazie all'assenza degli scambiatori di calore necessari per il turbo), mentre la parte centrale, ossia l'abitacolo e il roll-bar, rimaneva abbastanza massiccia. Questa conformazione permise di migliorare l'andamento dei flussi d'aria garantendo una miglior tenuta di strada ed una maggiore velocità massima. Inoltre la Williams perse vari sponsor a causa della prevista ed evidente minore competitività.

## Risultati
Nonostante i miglioramenti tecnici la vettura non ottenne risultati lodevoli: si ritirò sovente per via cedimenti strutturali del motore, sottodimensionato e che non riusciva a sopportare i carichi a cui era sottoposto. Inoltre, come detto in precedenza, si verificarono diversi problemi di surriscaldamento e si aggiunsero problemi di eccessiva usura dei dischi freni.
Tra l'altro, quando i piloti riuscivano a concludere le gare, non erano capaci di piazzamenti di rilievo dato che il motore, oltre ad essere delicato, non aveva prestazioni molto elevate essendo aspirato, al contrario dei propulsori turbo della McLaren e della Ferrari che disponevano dai 20 ai 40 cavalli in più e che paradossalmente consumavano meno e quindi potevano portare un carico di benzina inferiore.
Dal punto di vista sportivo la Williams fu battuta anche dalla March-Leyton House, che si classificò sesta nel mondiale costruttori (due punti davanti alla Williams), diventando la miglior scuderia dotata di motori aspirati.
La stagione si concluse con soli 20 punti contro i 137 della stagione precedente.
I piloti erano Nigel Mansell, vicecampione del mondo nel 1987, e Riccardo Patrese. Il primo ottenne il nono posto nel mondiale piloti, dopo ben 12 ritiri su 16 gare in stagione, 2 gran premi non disputati per motivi di salute e 2 soli piazzamenti, peraltro di rilievo: nelle due gare concluse (Gran Bretagna e Spagna), salì sul podio ottenendo due secondi posti. Patrese concluse più gare, 8, con 5 piazzamenti a punti ma senza mai salire sul podio, cosicché ottenne l'undicesimo posto nel mondiale. In qualifica la Williams non partì mai in pole position, ma Mansell riuscì a scattare due volte dalla prima fila.

## Sviluppi successivi
A metà dell'anno fu annunciato l'accordo tra Williams e Renault per la fornitura dei nuovi motori V10. Tale accordo durerà per quasi un decennio e porterà alla conquista di quattro titoli piloti e cinque costruttori.
Per il primo anno, la Williams adatterà la FW12 al motore Renault, realizzando la Williams FW12C, che si aggiudicherà anche un Gran Premio malgrado un motore anche in sviluppo, a dimostrazione di un buon progetto, frenato da un motore non competitivo.

## Risultati in Formula 1
| Anno | Team        | Motore | Gomme | Piloti    |     |     |     |     |     |     |     |   |     |     |     |    |     |   |     |     | Punti | Pos. |
| ---- | ----------- | ------ | ----- | --------- | --- | --- | --- | --- | --- | --- | --- | - | --- | --- | --- | -- | --- | - | --- | --- | ----- | ---- |
| 1988 | Williams F1 | Judd   | G     | Mansell   | Rit | Rit | Rit | Rit | Rit | Rit | Rit | 2 | Rit | Rit |     |    | Rit | 2 | Rit | Rit | 20    | 7º   |
| 1988 | Williams F1 | Judd   | G     | Brundle   |     |     |     |     |     |     |     |   |     |     | 7   |    |     |   |     |     | 20    | 7º   |
| 1988 | Williams F1 | Judd   | G     | Schlesser |     |     |     |     |     |     |     |   |     |     |     | 11 |     |   |     |     | 20    | 7º   |
| 1988 | Williams F1 | Judd   | G     | Patrese   | Rit | 13  | 6   | Rit | Rit | Rit | Rit | 8 | Rit | 6   | Rit | 7  | Rit | 5 | 6   | 4   | 20    | 7º   |

| Legenda | 1º posto     | 2º posto | 3º posto    | A punti         | Senza punti/Non class.  | Grassetto – Pole position Corsivo – Giro più veloce |
| Legenda | Squalificato | Ritirato | Non partito | Non qualificato | Solo prove/Terzo pilota | Grassetto – Pole position Corsivo – Giro più veloce |

## Statistiche
- campionati disputati: 1
- anno: 1988
- gran premi disputati: 16
- partenze: 16 (Riccardo Patrese), 14 (Nigel Mansell), 1 (Martin Brundle), 1 (Jean Louis Schlesser)
- giri più veloci in gara: 1 (Nigel Mansell)
- pole position: nessuna
- vittorie: nessuna
- podi: 2 (Nigel Mansell)
- piazzamenti a punti: 7, 5 (Riccardo Patrese), 2 (Nigel Mansell)
- punti: 20, 12 (Nigel Mansell), 8 (Riccardo Patrese)
- piazzamento in campionato: 7°
- titoli: nessuno

## Scheda tecnica
- Judd CV aspirato 3500 cm³, posteriore centrale longitudinale
- 8 cilindri a V di 90°
- distribuzione bialbero a camme in testa per fila di cilindri
- 32 valvole
- 4 valvole per cilindro, 2 di aspirazione, 2 di scarico
- raffreddato ad acqua
- lubrificazione a carter secco
- potenza massima 600 cavalli a 11000 giri/minuto

Trasmissione
- trazione posteriore
- frizione multidisco
- cambio Hewland trasversale meccanico manuale, a 6 marce+retromarcia

Autotelaio
- monoscocca in materiali compositi
- sospensione anteriore a ruote indipendenti, quadrilateri deformabili, comando molleggio a puntone o "push-rod"
- sospensione posteriore a ruote indipendenti, quadrilateri deformabili, comando molleggio a puntone o "push-rod"
- 4 freni a disco AP Racing in carbonio
- sterzo a cremagliera
- pneumatici anteriori Good Year 25.10-13"
- pneumatici posteriori Good Year 26.15-13"

Dimensioni e peso
- passo 2743 mm
- carreggiata anteriore 1803 mm
- carreggiata posteriore 1676 mm
- peso 500 kg